# Ridder Lykke
Ridder Lykke, também conhecido pelo título em inglês Knight of Fortune, é um curta-metragem dinamarquês de 2022 escrito e dirigido por Lasse Lyskjær Noer e produzido pela Jalabert Productions.

## Enredo
Karl é um homem que chega ao necrotério para ver sua esposa recém-falecida. Ele luta para aceitar sua perda e não consegue abrir o baú para vê-la. Ele então vai ao banheiro para fazer uma pausa e, enquanto está sentado em uma das cabines do banheiro, ouve alguém perguntando se ele pode lhe entregar um pouco de papel higiênico. O cara que pergunta está sentado em outra cabine do banheiro. Karl entrega-lhe o papel higiênico e os dois começam a conversar sentados em suas respectivas cabines. Quando eles saem para lavar as mãos, o outro cara, que se chama Torben, comenta como acha que Karl parece robusto. Karl tenta ignorá-lo, mas Torben faz outra pergunta e Karl se sente forçado a responder. Torben então pede a Karl que o ajude a ver sua falecida esposa, pois ele não acredita ter forças para fazer isso sozinho. Karl, inicialmente hesitante, muda de ideia quando Torben parece triste, o que é seguido por Karl perguntando por que ele não poderia fazer isso com seus amigos ou familiares.

## Lançamento
O filme foi lançado na plataforma de streaming dinamarquesa TV 2 Play.

## Elenco
- Leif Andrée como Karl
- Jens Jørn Spottag como Torben
- Jesper Lohmann como porteiro mortuário
- Dick Kaysø como viúva Lotte
- Oliver Due como Søren
- Bodil Larsen como Lotte
- Margit Christiansen como Karen
- Dorthe Rømer como Relative No. 1
- Michael Martini como Relative No. 2
- Sussane Storm como Relative No. 3
- Andreas Rasbak como Relative No. 4
- Karina Lundbech Mortensen como Relative No. 5
- Melanie Sørensen como Relative No. 6
- Nadine Sørensen como Relative No. 7
- Virgil Høstrup Damkjær como  Relative No. 8

## Prêmios e indicações
| Premiação | Ano  | Categoria             | Resultado | Ref.        |
| --------- | ---- | --------------------- | --------- | ----------- |
| BendFilm  | 2023 | Audience Award        | Venceu    | [ 3 ]       |
| Oscar     | 2024 | Melhor curta-metragem | Indicado  | [ 4 ] [ 5 ] |